# Natalya Neidhart
Natalie Katherine Neidhart-Wilson (n. 27 mai 1982) este o wrestleră canadiană, cunoscută după numele de scenă Natalya care în prezent lucrează pentru WWE în brandul SmackDown.
Prima wrestleră feminină de a trea generație din lume, Neidhart este membru al familiei de wrestling Hart. A instruit în familia Hart Dungeon sub tutela unchilor ei Ross și Bruce Hart. În 2000 și 2001, a lucrat pentru promovarea Matrats, înainte de a debuta la Stampede Wrestling în 2003. În 2004 și 2005, sa luptat în străinătate atât în Anglia, cât și în Japonia. În iunie 2005, a devenit campioană inaugurală al femeilor din Stampede, și a câștigat Campionatul SuperGirls în anul următor în octombrie 2006.
În ianuarie 2007, a semnat un contract cu World Wrestling Entertainment (WWE) și a petrecut timp în teritoriile de dezvoltare ale campionatelor de lupte din Deep South Wrestling, Ohio Valley Wrestling și Florida Championship Wrestling (FCW). În timp ce în FCW, a fost manager al vărul ei, DH Smith, și soțul ei, TJ Wilson. A debutat în roster-ul principal în aprilie 2008, alianță cu Victoria. În anul următor, a început să-i conducă pe Tyson Kidd și i sa alăturat lui David Hart Smith pentru a forma Dinastia Hart. În noiembrie 2010, Neidhart a câștigat campionatul WWE Divas. Începând din iulie 2013, Neidhart a fost prezentată ca membru principal al seriei de televiziune Total Divas. În august 2017, Neidhart a devenit campioană feminină din SmackDown după ce a învins-o pe Naomi la SummerSlam.